# Anselmo di Lucca
Anselmo da Baggio o Anselmo II di Lucca (Milano, 1035 circa – Mantova, 18 marzo 1086) è stato un cardinale e vescovo italiano, nipote di papa Alessandro II: è venerato come santo dalla Chiesa cattolica, che lo considera patrono della città di Mantova e ne celebra la memoria il 18 marzo.
Nipote di Alessandro II (al secolo Anselmo I da Baggio, già vescovo di Lucca e papa dal 1061 al 1073), venne probabilmente ordinato sacerdote dallo zio.

## Biografia
Ebbe come insegnante Lanfranco da Pavia. Entrò quindi nell'ordine di San Benedetto.
Sembra che, prima di ricevere l'ufficio vescovile da Enrico IV - cosa che avvenne per la pressione di Gregorio VII nella seconda metà di aprile del 1074 quando Enrico IV fu assolto dalla scomunica - sia stato monaco, come in effetti accenna anche Rangerio nel suo poema e come ebbe a ribattere un canonico di San Martino al discorso sinodale di Anselmo ai canonici È certo che dopo l'investitura regia rinunci alla carica episcopale ritirandosi nel monastero di Saint-Gilles, da cui lo richiama Gregorio VII.
Eletto vescovo di Lucca nel 1073 (all'epoca della lotta per le investiture), inizialmente rifiutò la nomina per non ricevere dall'imperatore Enrico IV le regalie connesse al suo ufficio, ma accettò l'elezione il 29 settembre 1074: per il suo forte sostegno al movimento riformatore della Chiesa, nel 1081 fu costretto ad allontanarsi da Lucca per l'insorgere di un movimento popolare filoimperiale, che sfociò nello scisma. Probabilmente si ritirò come monaco nell'abbazia di San Benedetto in Polirone, sotto la protezione dalla contessa Matilde di Canossa, della quale era consigliere spirituale. Anselmo fu vicario papale, fissò la sua residenza a Mantova  e si dedicò al radicamento dei principi della riforma gregoriana e si impegnò a contrastare l'antipapa Clemente III.
A partire dal 1081, curò la redazione della Collectio canonum, una raccolta in tredici libri di fonti del diritto canonico (attinte soprattutto dalle Regulae Ecclesiasticae di Burcardo di Worms); ha lasciato anche una difesa di Gregorio VII.
Morì a Mantova il 18 marzo 1086. Anselmo aveva espresso il desiderio di essere sepolto nell'abbazia di Polirone ma Bonizone di Sutri presente alle esequie assieme a Matilde di Canossa, e al vescovo Ubaldo, sostenne che la sepoltura adatta ad un vescovo doveva essere in cattedrale e così fu tumulato sotto l'altare maggiore della cattedrale cittadina.
Il suo corpo, esumato alcuni secoli dopo, fu trovato integro, e tale rimane ancora oggi. Ogni anno nella ricorrenza della morte, viene tolta la copertura esterna dell'altare ed il corpo del santo è reso visibile: è venerato come patrono della città lombarda.

## Genealogia episcopale
La genealogia episcopale è:
- Papa Gregorio VII
- Cardinale Anselmo di Lucca